# Kuyucu Murad Pascià
Kuyucu Murad Pascià (letteralmente tradotto dal turco ottomano: Murad Pascià lo scavatore di pozzi, chiamato in serbocroato: Murat-paša Kujudžić; Eyalet di Bosnia, 1535 – Diyarbakır, 1611) è stato un politico e militare ottomano di origine serba o albanese.

## Biografia
Si pensa che fosse uno slavo o un albanese nato come musulmano o convertito in seguito durante la coscrizione Devshirme Morì durante la guerra ottomano-safavide (1603-1618).

### Primi anni
Fu beylerbey (governatore generale) dell'eyalet di Karaman nel 1585 e dell'eyalet di Cipro prima di essere nominato governatore dell'eyalet di Damasco nel 1593 e dell'eyalet di Aleppo. Arrivando al porto di Sidone per assumere il suo incarico a Damasco fu ricevuto dal capo druso del Shuf, Fakhr al-Din II, che gli fornì numerosi doni. Egli ricambiò nominando Fakhr al-Din sanjak-bey (governatore di distretto) del sangiaccato di Sidone-Beirut. Murad Pascià e Fakhr al-Din eliminarono il rivale di quest'ultimo, Mansur ibn Furaykh, capo di un clan beduino musulmano sunnita locale e un tempo sanjak-bey di Safet.
Partecipò alla Lunga Guerra e impressionò Mehmed III in particolare all'Assedio di Eger (1596) dopo il quale divenne per un certo periodo il comandante militare dell'Ungheria ottomana.

### Gran Visierato
In seguito all'invio del Gran Visir Dervish Mehmed Pascià sul fronte safavide, Murad Pascià fu nominato gran visir e supervisionò la Pace di Zsitvatorok in Ungheria nell'estate del 1606. A quel punto, aveva accumulato circa 70 anni di servizio governativo e militare sotto cinque sultani successivi. Secondo lo storico William Griswold, Murad Pascià "rappresentava la tradizionale classe guerriera proveniente dal devsirme, un serbo con il fanatismo di condurre le sue truppe ai limiti della loro resistenza per l'Islam e il sultano".

### Soppressione della rivolta Janbulad
L'apprensione imperiale crebbe per il potere del capo ribelle curdo e beylerbey di Aleppo, Ali Janbulad, che nel 1606 aveva esteso il suo controllo sull'eyalet di Tripoli e sull'eyalet di Damasco e formato un'alleanza segreta con il Granducato di Toscana. L'ascesa di Ali coincise con il fallimento della spedizione toscana contro Chio nel 1607 e il rafforzamento delle rivolte Celali in Anatolia. Murad Pascià fu incaricato di smistare le significative sfide al potere imperiale. Egli stabilì che un ulteriore anno di rivolta avrebbe cementato il potere dei capi Celali dell'Anatolia e dei Janbulad in Cilicia e nel nord della Siria, con il possibile sostegno diretto dei Safavidi.
Murad Pascià decise dapprima di sopprimere la ribellione di Janbulad, anche se mantenne i suoi piani segreti per mantenere l'elemento sorpresa. All'epoca, Janbulad non era ufficialmente considerato un ribelle, nonostante la sua usurpazione del potere ad Aleppo, le spedizioni in tutta la Siria e i legami con l'estero. Murad Pascià inquadrò l'obiettivo della sua campagna come i Safavidi e i ribelli Celali dell'Anatolia in rotta verso l'Iran; tali campagne erano state intraprese negli anni precedenti dai suoi predecessori. A differenza del suo predecessore Serdar Ferhad Pascià, Murad Pascià aveva il pieno controllo degli eserciti ottomani, compresi quelli della Rumelia, che aveva liberato negoziando la Pace di Zsitvatorok, ed era nella posizione di iniziare un'azione militare e fare una chiamata diretta alle armi in tutto l'Impero. Il nucleo più fidato del suo esercito era costituito dai veterani balcanici del fronte danubiano guidato da Tiryaki Hasan Pascià. Le sue truppe anatoliche avevano quasi tutte connessioni in varia misura con i ribelli celali e furono messe sotto il comando del veterano generale balcanico Maryol Huseyn Pascià e sostenute da due ex leader celali che avevano dimostrato la loro fedeltà agli ottomani: Zulfiqar Pascià, il sanjakbey di Marash, e Karakas Ahmed Pascià. Prima della marcia Murad Pascià fece appello ai sanjak-bey e ai beylerbey per l'approvvigionamento di uomini, munizioni, trasporto di animali, grano, riparazione delle strade e preparazione dei ponti.
All'inizio di luglio Murad Pascià sbarcò da Uskudar e marciò attraverso Maltepe, Tuzla e Gebze. La paura del suo esercito costrinse i capi minori dei Celali a sottomettersi; il gran visir trattò quelli che considerava meno pericolosi con un trattamento di favore per diffondere il messaggio agli altri che la sottomissione li avrebbe risparmiati e premiati, mentre quelli che considerava minacciosi furono giustiziati. A quest'ultima categoria apparteneva il noto Celali Akmirza che fu decapitato mentre giurava fedeltà a Murad Pascià ad Afyon. Al suo arrivo a Konya rivelò che l'obiettivo della campagna era Janbulad, non l'Iran, e che la frettolosa e ardua marcia in profondità attraverso l'Anatolia celalese aveva lo scopo di evitare contromosse di Janbulad o dei suoi alleati. L'ultimo grande ostacolo sulla sua strada verso la sfera di influenza di Janbulad era il più potente capo celalese Kalenderoglu Mehmed Pascià. Quest'ultimo e un altro importante capo Celali, Kara Said, si erano offerti di unirsi all'esercito di Murad Pascià, ma il gran visir non aveva intenzione di arricchire il suo esercito con ribelli Celali che avrebbero potuto defezionare a Janbulad a metà battaglia e minacciare le sue retrovie. Invece, neutralizzò Kalenderoglu, che da tempo cercava un'alta carica di governo, nominandolo beylerbey di Ankara.
Prima di partire da Konya il gran visir inviò ordini a Janbulad e Cemsid, il capo Celali di Adana e Tarso in Cilicia, esigendo la loro fedeltà. Cercava il controllo di Adana e dei passi di montagna della catena del Tauro, che custodiva il cuore dello stato siriano settentrionale di Janbulad. L'esercito di Murad Pascià prese d'assalto la posizione di Cemsid a Tekir Beli, sbaragliando i suoi 2.000 sekban. Murad Pascià procedette attraverso le Porte della Cilicia verso Adana, dove confiscò un pagamento consistente che era stato inviato a Cemsid probabilmente da Janbulad.
Egli guidò un esercito di soldati ben pagati, non anatolici locali di provenienza Devshirme (cristiani balcanici forzatamente reclutati e convertiti all'Islam) che sconfisse Ali Janbulad, un leader delle rivolte dei Celali contro gli ottomani ad Aleppo, nel 1607 vicino al lago Amik. Janbulad e Fakhr al-Din si allearono e sconfissero il governatore ottomano di Damasco e saccheggiarono la città due anni prima, ma Fakhr al-Din si era dissociato da Janbulad al momento della spedizione di Murad Pascià e inviò al gran visir 300.000 piastre e il suo giovane figlio Ali come ostaggio per ottenere il suo favore; Murad Pascià perdonò Fakhr al-Din.

### Campagne Celali
In viaggio verso la Siria, Murad Pascià aveva nominato Kalenderoglu Mehmed, un capo delle rivolte Celali, governatore del Sangiaccato di Ankara, ma la popolazione di Ankara gli negò l'ingresso ed egli procedette a razziare Bursa. Dopo che Kalenderoglu lasciò le vicinanze di Bursa nell'estate del 1608, Murad Pascià, partito dalla Siria, tentò di intercettarlo nell'Anatolia centro-occidentale. Con rinforzi da Costantinopoli Murad Pascià sconfisse Kalenderoglu in un profondo passo di montagna del Tauro vicino ad Adana il 5 agosto. La sua vittoria, nonostante le sfide logistiche, fu attribuita "alla sua abilità ed esperienza come comandante militare e alla sua capacità di tenere la lealtà del suo esercito" dalla storica Caroline Finkel.
Circa 10.000 ribelli celali sopravvissuti, tra cui Kalenderoglu e la sua banda, fuggirono nel territorio iraniano safavide nell'Anatolia orientale. Piuttosto che un assalto su larga scala in territorio iraniano durante la pace tra ottomani e safavidi, Murad Pasha inviò distaccamenti sotto i suoi luogotenenti contro vari comandanti celali. Alla fine furono uccisi con i loro combattenti, tra cui Kalenderoglu, entro il maggio del 1610, dopo di che i ribelli sopravvissuti furono incorporati come forza di cavalleria d'élite degli ottomani. Nello schiacciare le rivolte dei Celali Murad Pascià "ottenne una vittoria che era sfuggita agli ottomani per anni" secondo Finkel. Ricevette un benvenuto cerimonioso al suo ritorno a Costantinopoli. Il soprannome di Murad Pascià, Kuyucu (lo scavatore di pozzi, cioè il "becchino") deriva dalle fosse comuni che fece scavare per seppellire i condannati dei duri metodi che impiegò per sopprimere (e infine porre fine) alle rivolte dei Celali. Decine di migliaia di turchi, curdi e altri musulmani furono uccisi durante l'ufficio di Murad Pascià nelle sue diverse campagne contro grandi gruppi ribelli separatisti. Murad Pascià morì nel 1611. Poco prima, aveva sposato Fatma Sultan, una figlia del sultano Murad III, nonno di Ahmed I.

## Eredità
Murad Pascià fece costruire un külliye (complesso) a Istanbul, circa 300 metri a nord-ovest della Moschea di Bayezid II sulla Terza Collina di Istanbul. Il külliye  comprende anche la Türbe di Murad Pascià, dove fu sepolto dopo la sua morte nel 1611, le cui pareti della porta d'ingresso si sono scurite a causa del tempo. La pulizia dell'edificio è stata interrotta, portando al suo stato attuale, a causa delle forti reazioni di diversi gruppi anatolici, come gli Yörük, Aleviti e i Bektashi, contrari alle celebrazioni per il ricordo di Murad Pascià , che ritengono responsabile dell'uccisione di migliaia di membri dei loro gruppi. Alcuni hanno suggerito che il mausoleo sia trasformato in un museo per i massacri e hanno definito "vergognosa" l'intenzione del governo di effettuare riparazioni all'edificio alla luce dell'eredità di Murad Pascià. Tuttavia, Karen Barkey suggerisce che i metodi di Murad Pascià erano standard per l'epoca e furono spesso eguagliati o superati da molti leader ribelli predatori (banditi e burocrati).
Nel 1593 Murad Pascià  costruì un souk a Damasco chiamato Qaysariyya Muradiyya in suo onore a Bab al-Barid, l'ingresso occidentale della Moschea degli Omayyadi. Consisteva in un caravanserraglio, una caffetteria e quarantasette negozi. Il suo legame con la Moschea degli Omayyadi fu dimostrato dalla costruzione di una grande cupola sopra il suo ingresso sui resti del propileo romano di Giove. Nel processo di costruzione del souk, Murad Pascià fece demolire gli edifici esistenti. Le entrate del souk erano un waqf (dotazione religiosa) designato per i poveri di La Mecca e di Medina.